# Danmarks Statistik

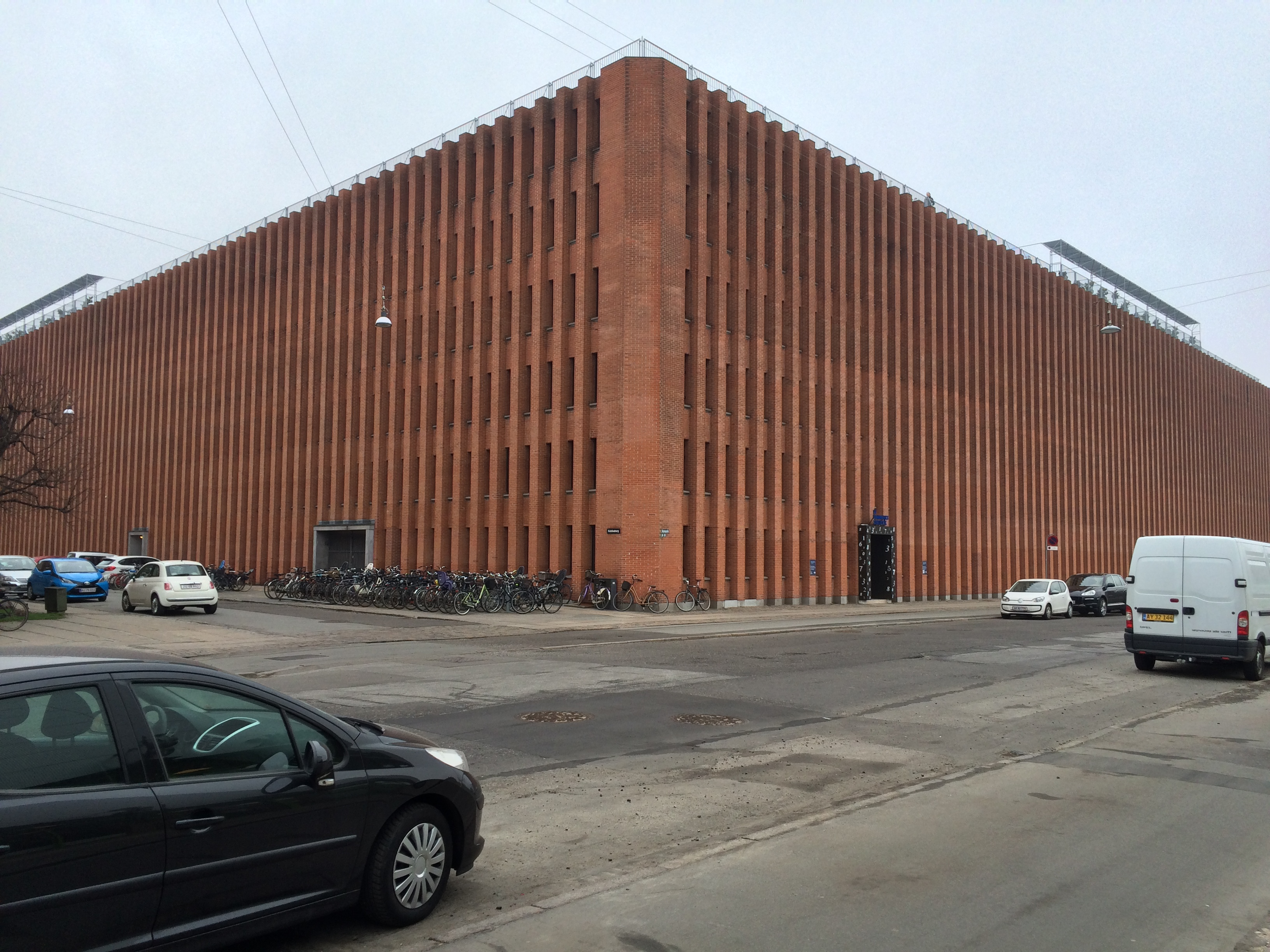
Hauptsitz von Danmarks Statistik in Kopenhagen

Danmarks Statistik (dt. Dänemarks Statistik) ist eine dänische Regierungsorganisation mit Sitz in Kopenhagen, die für die Erstellung von Statistiken wie die demographische Entwicklung, Beschäftigungszahlen, Handelsbilanzen und weitere Bereiche über die dänische Gesellschaft verantwortlich ist.
Danmarks Statistik greift intensiv auf die veröffentlichten Daten aus den Verwaltungen zur Erstellung der Statistiken zu, seit 1981 wurden die Volkszählungen komplett aus dem Register erstellt. Die aufbereiteten Daten werden seit 1924 der Öffentlichkeit zur Verfügung gestellt, seit 2001 kostenfrei auf elektronischem Wege.

## Geschichte
Nach den ersten dänisch-norwegischen Volkszählungen 1769 und 1787 wurde 1833 mit der „Tabelkommissionen“, die aus hochrangigen Beamten bestand, der Vorläufer für die offizielle statistische Verarbeitung geschaffen.
Am 1. Dezember 1849 trat ein Gesetz über die Unabhängigkeit der statistischen Organisation von staatlicher Kontrolle in Kraft, das daraufhin 1850 neu gegründete „Statistiske Bureau“ (dt. Statistisches Büro) war zuerst Bestandteil des Innenministeriums, ab 1853 dann Teil des Finanzministeriums.
1895 wurde das „Statistiske Bureau“ umbenannt in „Statens Statistiske Bureau“ (dt. Staatliches Statistisches Büro), seit 1896 erschien dann das Statistische Jahrbuch. 1913 wiederum wurde der Name des Büros in „Statistisk Departement“ (dt. Statistische Abteilung) geändert. Zwischen 1924 und 1958 wurden weitere Bereiche der Wirtschaft in die Statistik mit aufgenommen, ab 1961 unterstand die statistische Abteilung dem Wirtschaftsministerium.
Das 1966 in Kraft getretene Gesetz über Danmarks Statistik erlaubte ein unabhängigeres Management unter Aufsicht eines nationalen Statistikers. Die 1968 eingeführte CPR-Nummer für jeden Bürger Dänemarks war neben der Einführung der EDV Grundlage für die registerbasierte Volkszählung, die erstmals 1981 durchgeführt werden konnte.
Seit 2001 besteht für jeden Internet-Nutzer die Möglichkeit, online auf die Daten von Danmarks Statistik zuzugreifen.

## Internationale Zusammenarbeit
Als Mitglied der EU beteiligt sich auch Dänemark an der Erstellung, Aufbereitung und Verbreitung von Statistiken. Danmarks Statistik ist auch aktiv an den nordischen und anderen internationalen statistischen Kooperationen beteiligt, wie die UN-Konferenz Europäischer Statistiker (CES) und der statistischen Zusammenarbeit mit der OECD, ILO, UNECE und anderen.